# Horst Duschl
Horst Duschl (* 25. November 1938 in Katzwang; † 6. Februar 2020 ebenda) war ein deutscher Radrennfahrer und nationaler Meister im Radsport.

## Sportliche Laufbahn
Duschl war im Bahnradsport und im Straßenradsport aktiv, bestritt auch Querfeldeinrennen (heutige Bezeichnung Cyclocross). Er begann mit 13 Jahren mit dem Radsport im Verein RC Herpersdorf. In seinem ersten Jahr als Amateur siegte er im Eintagesrennen Fichtel & Sachs-Preis 1957. Mit Bert Stern, Heinrich Hofmann, Fritz Mehl, Hans Gömmel und Hubert Reusch gewann er die nationale Meisterschaft im Mannschaftszeitfahren 1957. 1958 verteidigte diese Mannschaft mit Edgar Wunderlich für Gömmel den Meistertitel.
Im Querfeldeinrennen wurde er mehrfacher Meister in Bayern. Im Bahnradsport gewann er 1968 die Meisterschaft im Steherrennen der Amateure hinter der Führung des Berliner Schrittmachers Werner Schmidt. Bei den Bahnradsport-Weltmeisterschaften 1969 schied er im Vorlauf des Steherrennens aus. 1980 beendete er seine aktive Karriere.